# 李皓晴
李皓晴，MH（1992年11月24日—），香港女子乒乓球運動員。2020年夏季奧林匹克運動會，她在女子團體項目夥拍杜凱琹和蘇慧音獲得乒乓球奧運銅牌，贏得港乒史上第二面奧運獎牌。

## 簡歷
李皓晴早年就讀聖羅撒幼稚園及聖羅撒學校。每日下午3時放學，4時前趕去練波，至晚上近8時才離開，夜晚9時回到家才開始做功課。由於其就讀的傳統小學功課甚多，故經常做到深夜12時，有時更因去比賽無法上學一星期，賽後便要追回功課，以致長期睡眠不足，在小學5年級已有300多度大近視。2008年，其時15歲，在拔萃女書院就讀的李皓晴毅然放棄學業，轉為職業運動員。曾經代表香港參加多個國際乒聯巡迴賽，於2006年科威特公開賽贏得21歲以下女子單打亞軍和雙打季軍。
2012年2月，李皓晴代表香港出戰澳門舉行的亞洲乒乓球錦標賽，在團體賽連勝日本的平野早矢香、朝鮮的金仲和金河松，表現備受讚賞；同年3月，她又出戰德國多特蒙德舉行的世界乒乓球團體錦標賽，助香港隊贏得季軍。2020年夏季奧林匹克運動會，在女子團體賽夥拍蘇慧音、杜凱琹協助香港隊戰勝德國隊取得銅牌，贏得港乒史上第二面奧運獎牌。

## 榮譽
- 香港傑出運動員選舉

「香港傑出青少年運動員」（2007年）
- 香港十大傑出青年（2022年）[7]